# AJ Michalka
Amanda Joy „AJ” Michalka (Torrance, Kalifornia, 1991. április 10.) –) amerikai színésznő, zenész-szövegíró, korábbi modell. Az Ali és AJ (korábbi nevén 78Violet) duó tagja, melyben testvérével szerepelt. Zenét szerzett A paripa című filmhez, illetve a 2013-as "A lélek zenéje" című filmjéhez. Színésznőként is sikeres, a harmadik évadtól kezdve visszatérő szereplő helyett főszereplő lett A Goldberg család című amerikai sorozatban.

## Élete

### Származása, ifjúkora
1991. április 10-én látta meg a napvilágot Torrance-ban, az USA-ban. A washingtoni Seattle-ben és Dél-Kaliforniában nőtt fel nővérével, Alysonnal. Édesapja, Mark Michalka egy munkaügyi tanácsadó cég vezetője, édesanyja, Carrie pedig énekesnő, aki korábban a JC Band nevű keresztény együttessel lépett fel. Amanda négy éves volt, amikor megtanult zongorázni, és tizenévesen sort kerített a gitározásra is. Ötévesen kezdett színészkedni, a legtöbbször templomi színdarabokban lépett fel. Keresztényként nőtt fel és továbbra is gyakorolja hitét. Fiatal felnőttként iskolájában, a Milwaukee-ben rengeteg zenei előadásban vett részt.

### Színészi karrierje
Fiatalabb korában már modellként szerepelt különböző katalógusokban és magazinok címlapján. Kilencévesen kezdett el komolyan foglalkozni a színészettel, majd egy reklámban is szerepelt. Első filmes szerepét 2002-ben, a Passions című sorozatban kapta, melynek egy részében tűnt fel egy kisebb szerepben. Karrierjének kezdetén csakis sorozatokban volt látható. 2002-ben két rész erejéig szerepelt a Birds of Prey-ben, melyben a fiatal Dinaht alakította. A The Guardian-ban (Őrangyal) szerepelt a legtöbbet, 2002 és 2004 között 14 epizódban is feltűnt. 2003 és 2004 között Bonniet alakította az Oliver Beene-ben, 2004-ben pedig Ashley nevű lányt formált meg a Sírhant művek és a General Hospital nevű sorozatokban is.
2005-ben villámcsapásszerűen váltották a filmek a sorozatokat: Amanda első filmes szerepe rögtön egy főszerep volt, a Kitty's Dish-ben, melyet Sam Tillar megformálása követett a Haversham Hall-ban. 2006 márciusában debütált nővérével a Disney Channel eredeti mozifilmjében, a Tejben fürdünk-ben. A filmben Courtney Callumet, nővére, Aly pedig Taylor Callum-et alakította. Szintén nővérével együtt tűnt fel az MTV Super Sweet 16: The Movie című produkciójában, melyben Saraht játszotta és az ő szülinapi bulijába is bepillantást nyerhettünk. 2009-ben szerepelt Peter Jackson Komfortos mennyország című filmjében, melyet 2010. január 15-én mutattak be.
2010-ben Emily volt a Száguldó csiga, majd Kate Tweedy A paripa című filmben. 2011-ben beválasztották visszatérő szerepre a The CW sorozatába, a Hellcats-be, amiben Ashley Tisdale és nővére, Alyson is szerepelnek. A sorozat egy évadot futott, 2011 májusában elkaszálták. 2011-ben feltűnt a Super 8 és a Salem Falls című filmekben.
2012-ben szerepelt a Gotten nevű rövidfilmben, valamint leforgatta a Jesus in Cowboy Boots-ot, melyet később átkereszteltek Angels in Stardustra. A filmet 2014 februárjában mutatták be. A lélek zenéje című drámában főszereplőként debütált, nagy sikerrel 2013 októberében mutatták be. 2014-ben szerepet kapott A Goldberg családban, valamint egy-egy rész erejéig a Szilícium-völgy és Az indíték című sorozatokban is látható volt. Ugyanebben az évben bemutattak tőle egy újabb filmet, az Expecting Amisht, amiben Hannah megformálója volt.
2014 júliusában AJ és nővére a kaliforniai Laurel Canyonban kezdtek el forgatni. A filmet Aly férje, Stephen Ringer írta és rendezte. AJ volt az egyik producer, nővére és sógora mellett, illetve a casting folyamatában is részt vett. 2015. májusának elején bejelentették, hogy ez a film a Weepah Way for Now címet viseli, és 2015. június 16-án debütál a Los Angeles-i Filmfesztiválon. 2016-ban Tiffanyt alakította a Dirty Lies című krimiben. 2017. január 10-én jelent meg az Appley of My Eye című családi tévéfilm, amiben szintén szerepet kapott.

### Zenész karrierje
Amanda rengeteg hangszeren tud játszani, köztük akusztikus és elektronikus gitáron, zongorán és dobon. Nővérével közösen kezdtek el zenélni, ők alakították az Aly & AJ duót, 2004-ben pedig szerződést kötöttek a Disney saját kiadójával, a Hollywood Records-szal. Debütáló albumuk, az Into the Rush 2005. augusztus 17-én jelent meg. Az album 2006 márciusában aranylemez, később pedig több, mint 24 ezer eladott példányszámmal platinalemez lett. Egyik singleje, a "No One" hallható a Disney Ice Princess (Jéghercegnő) című filmjében, valamint annak filmzenei CD-jén is megtalálható. A "Do You Believe in Magic" című szám pedig a Now You See It... című Disney Channel filmhez készült, melyben Alyson is szerepel. A lemez kritikai fogadtatása megoszlott, ám összességében jól fogadta a zenei közönség.
Amanda és testvére több Walt Disney Records projektben is részt vettek. Az "Aly & AJ Concert" 2005. július 24-én került megrendezésre a hollywoodi Henry Fonda színházban. Több turnén is részt vettek, köztük a The Cheetah Girls karácsonyi turnéján is. Első albumuk 2006 augusztusában újrakiadásra került, három új dallal és két régebbi dal új változatával. 2006. szeptember 26-án jelent meg első karácsonyi témájú albumuk, az Acoustic Hearts of Winter, melyen hagyományos karácsonyi dalok hallhatóak Aly és AJ előadásában.
A duó második stúdióalbuma, az Insomniatic 2007. július 10-én jelent meg. Rögtön megjelenésének első hetében 39 ezer példányban kelt el, 2007 decemberére ez a szám pedig 215 ezer körül mozgott, csak az USA-ban. Az album elektropop vezető singleje, a "Potential Breakup Song", melyet a lányok írtak, 2007. június 25-én jelent meg. A lányok rövid ideig turnéztak az Egyesült Királyságban a McFly nyitózenekaraként, valamint felléptek különböző TV-műsorokban és éjszakai klubokban is. Az albumot kritikailag csodásan fogadták, főleg azért értékelték nagyra, mert a lányok minden szám készítésében elsődlegesen vettek részt, nem csupán előadták azokat. 2007 decemberében bejelentették, hogy a lányok helyettesítik a Jonas Brotherst, mint nyitózenekar a Hannah Montana Best of Both Worlds Turnéján január 11-től január 24-ig.
2008 elején a Billboard megerősítette, hogy a duó harmadik albumán dolgozik, melyet 2009-ben szeretnének megjelentetni. 2008. április 23-án egy interjú során elárulták, hogy az új lemezt sokkal rockosabbra tervezik és külön-külön is szeretnének énekelni. 2008. október 7-én bejelentésre került, hogy a harmadik album 2009 áprilisában érkezik majd a Hollywood Records gondozásában, ám egy hónappal később már 2009 nyaráról szóltak a hírek, majd az idővel egyre későbbi időpontokat ígértek.
2009 júliusában a lányok bejelentették, hogy ezentúl a 78violet nevet használják. Egy héttel később, július 8-án bejelentették, hogy a következő albumot magukról nevezik majd el. Később fény derült rá, hogy a 78violet és a Hollywood Records útjai elváltak, így a harmadik album jó ideig nem fog megjelenni, bár a lányok továbbra is dolgoznak rajta.
A 78violet első hivatalos dala a Hellcats filmzenei lemezén jelent meg "Belong Here" címmel. 2012 nyarán hivatalosan is elkezdték felvenni az új számokat a harmadik lemezhez, melynek megjelenését egy 2013 nyarán készült interjúban 2014 végére ígérik. Az album első kislemeze, a "Stuck in Love" 2012-ben, második single-je, a "Hothouse" 2013 elején jelent meg.
Mindeközben Aly és AJ a Samsung Hope for Education szervezetének szóvivői, amely technológiai termékeket adományoz olyan iskoláknak, melyeknek szükségük van rá. Az AmberWatch Alapítvány tagjaiként jótékonysági koncertet is adtak, melyen az összegyűlt pénzt az alapítványnak adományozták. Az "I Am One of Them" című számukat, mely debütáló Into the Rush albumukon hallható, az AmberWatch-csel való közös munka miatt írták. 2008 májusában részt vettek a Race to Erase MS nevű divatbemutatón is, hogy így mutassák ki támogatásukat a Sclerosis multiplexszel szenvedőknek.

### Magánélete
Michalka jelenleg Los Angelesben él, és gyakorló keresztény.

## Filmográfia

### Filmek
| Év   | Cím                   | Szerep       | Magyar hang   |
| ---- | --------------------- | ------------ | ------------- |
| 2009 | Komfortos mennyország | Clarissa     | Mánya Zsófia  |
| 2010 | Száguldó csiga        | Emily        |               |
| 2011 | A paripa              | Kate Tweedy  | Csuha Borbála |
| 2011 | Super 8               | Jen Kaznyk   |               |
| 2013 | A lélek zenéje        | Gracie Trey  |               |
| 2013 | Angels in Stardust    | Vallie Sue   |               |
| 2014 | Expecting Amish       | Hannah Yoder |               |
| 2015 | Weepah Way For Now    | Joy          |               |
| 2016 | Dirty Lies            | Tiffany      |               |
| 2017 | Apple of My Eye       | Kai          |               |
| 2018 | Support the Girls     |              |               |

### Sorozatok
| Év        | Cím                                | Szerep           | Magyar hang     |
| --------- | ---------------------------------- | ---------------- | --------------- |
| 2002      | Passions                           | Sheridan lánya   |                 |
| 2002      | Birds of Prey                      | Fiatal Dina      |                 |
| 2004      | General Hospital                   | Ashley           |                 |
| 2004      | Sírhant művek                      | Ashley           |                 |
| 2002-2004 | Az őrangyal                        | Shannon Gressler |                 |
| 2003-2004 | Oliver Beene                       | Bonnie           |                 |
| 2006      | Tejben fürdünk                     | Courtney Callum  |                 |
| 2007      | Punk’d                             | saját maga       |                 |
| 2007      | Super Sweet 16: The Movie          | Sara             |                 |
| 2007      | Ali & AJ: Sister Act               | saját maga       |                 |
| 2011      | Vadmacskák                         | Deirdre Perkins  |                 |
| 2011      | Salem Falls                        | Gillian Duncan   |                 |
| 2013-     | A Goldberg család                  | Lainey Lewis     | Kis-Kovács Luca |
| 2014      | Szilícium-völgy                    | Charlotte        |                 |
| 2014      | Az indíték                         | Emily Williams   |                 |
| 2015-     | Steven Universe                    | Stevonnie        |                 |
| 2016      | Cupcake Wars                       | saját maga       |                 |
| 2016      | All My Friends Are Getting Married | Chloe            |                 |

## Diszkográfia
- It's Who You Are (2010)
- All I Ever Needed (2013)
- Desert Song (2013)
- You Never Let Go (2013)
- Misunderstood (2013)
- Here Comes A Thought (2017)

## Fordítás
- Ez a szócikk részben vagy egészben  az   AJ Michalka című angol Wikipédia-szócikk fordításán alapul.  Az eredeti cikk szerkesztőit annak laptörténete sorolja fel. Ez a jelzés csupán a megfogalmazás eredetét és a szerzői jogokat jelzi, nem szolgál a cikkben szereplő információk forrásmegjelöléseként.

## További információ
- AJ Michalka a PORT.hu-n (magyarul)
- AJ Michalka az Internetes Szinkronadatbázisban (magyarul)
- AJ Michalka az Internet Movie Database-ben (angolul)
- AJ Michalka a Rotten Tomatoeson (angolul)